# هولگر نورملا
هولگر نورملا (انگلیسی: Holger Nurmela; ۲۸ اکتبر ۱۹۲۰ – ۱ مارس ۲۰۰۵) بازیکن هاکی روی یخ، و بازیکن فوتبال اهل سوئد بود.
از باشگاه‌هایی که در آن بازی کرده‌است می‌توان به باشگاه فوتبال هامارابی اشاره کرد.